# Tela della Passione

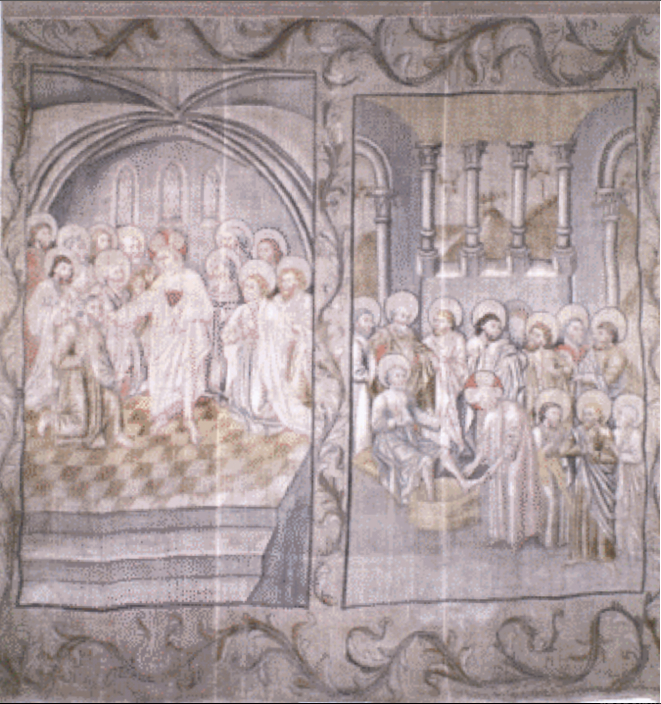
Una della tele della Passione esposte al Musée des Beaux-Arts (Reims).

La tela della Passione, o velo quadragesimale, o velo quaresimale, o panni della fame (dal tedesco Hungertuch) è una grande tela dipinta che rappresenta scene della Passione di Cristo esposta durante la Quaresima nelle chiese cristiane.

## Storia
L'evoluzione di questa pratica prende origine dal racconto della Peregrinatio Aetheriae, in cui l'autrice, Egeria, narra il proprio viaggio in Terra santa nel IV secolo. Nelle chiese orientali, il rito dell'inumazione di Cristo prevedeva un coinvolgimento emotivo dei fedeli grazie a un sapiente uso di sudari e tele dipinte. Così come anche recita il lezionario armeno, un testo liturgico del IX secolo che riassume gli usi dei secoli precedenti, nel descrivere una cerimonia in cui la croce veniva bagnata e avvolta in una stoffa; in seguito questa stoffa veniva posata sull'altare e offerta all'adorazione dei fedeli, come una sindone. Un rito simile si ritrova anche nella tradizione siriana e copta. Sebbene solo pochi esemplari siano giunti fino a noi, l'uso di decorare le chiese con tele dipinte, soprattutto durante la Quaresima, a partire dal Quattrocento si diffonde in molti paesi europei. Apprezzate per la facilità di installazione e l'effetto scenografico, la funzione di queste tele era nascondere l'altare dall'inizio della Quaresima o della domenica della Passione fino al mercoledì o il sabato santo.

## Opere più importanti

### Germania
Scoperti fra le rovine del monastero di Oybin, dopo la Seconda guerra mondiale, due Fastentücher (Fastentuch, o anche Hungertuch, è il nome tedesco della tela della Passione) vengono restaurati negli anni '90 dalla fondazione Abegg a Riggisberg, in Svizzera. Il più grande, di 58 m2, datato al 1472, è esposto permanentemente nel museo della chiesa di Santa Croce di Zittau dal 1999, mentre il più piccolo, di 4,15 x 3,40 m, del 1573, è custodito nell'antico monastero francescano. Quello della cattedrale di Friburgo è stato restaurato nel 2003 e pesa ora più di una tonnellata con il nuovo sistema di sospensione.

### Austria
Esposto nella cattedrale di Gurk, il velo di Gurk, di 80 m2, riporta scene del Nuovo e dell'Antico testamento suddivise in 99 riquadri. Fu completato nel 1458 da Konrad von Friesach ed è il più grande e il più antico della Carinzia.

### Francia
Il Musée des Beaux-Arts di Reims conserva una serie di nove tele provenienti dall'Hôtel-Dieu dell'Abbazia di Saint-Remi. Dipinte a tempera fra il 1460 e l'inizio del XVI secolo, su un supporto in canapa armato a tela, hanno una dimensione di 340 x 350 cm. L'autore è sconosciuto.

### Italia

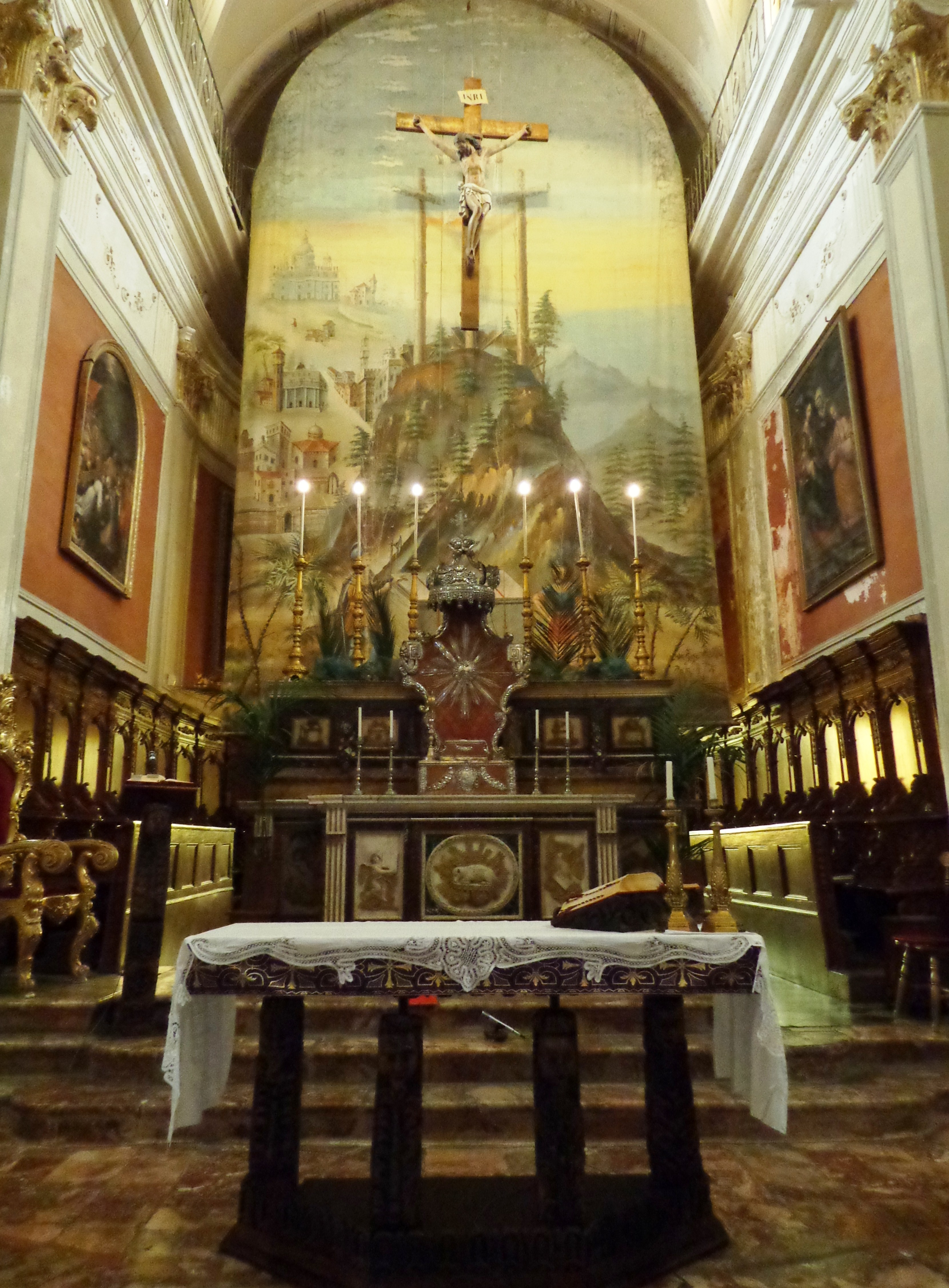
A tila del Duomo di Santa Maria Assunta di Novara di Sicilia, Messina.

In Italia, nel primo quarto del XVI secolo, la pratica dell'esposizione della tela della Passione si diffuse nella Confraternita dei disciplinati. A Genova, il Museo diocesano ospita un ciclo di pitture provenienti dall'Abbazia di San Nicolò del Boschetto, datato a partire dal 1538, composto di 14 tele tinte con l'indaco e dipinte a biacca su sfondo monocromo con la tecnica del chiaroscuro; di varie dimensioni, la più grande misura 460 x 450 cm.

#### Sicilia
"Â calata 'a tila", rito che prevede l'improvviso disvelamento del presbiterio durante la veglia della notte di Pasqua al pronunciamento del Gloria, per rappresentare e mostrare in modo figurato il Cristo risorto. È un rito comune in molte parrocchie delle diocesi siciliane, desueto e recentemente in fase di voluto ripristino. La velatio, l'esposizione delle tele della Passione, è una consuetudine tedesca tipica del IX secolo legata alla penitenza quaresimale, la cui introduzione in Sicilia è riconducibile all'opera dei missionari dell'Ordine teutonico giunti a Palermo e Messina grazie al volere, all'appoggio e alla considerazione del Gran Conte Ruggero, avvenuta dopo la riconquista normanna della Sicilia. A Palermo, presso la Chiesa di San Domenico dell'Ordine domenicano, in strettissima relazione con l'Ordine teutonico, è possibile ammirare durante il tempo quaresimale una monumentale tela della Passione tra le più grandiose in Italia e Europa.
In Sicilia, questa usanza è molto sviluppata dal XIX secolo fino all'inizio del XX, in particolar modo nel territorio amastratino-madonita (Mistretta, Gratteri, Petralia); le tele sono qui dette taledda o tuluni e il rito raggiunge il suo apice il giorno del sabato santo in cui l'altare viene svelato durante il Gloria in excelsis Deo.

## Galleria d'immagini

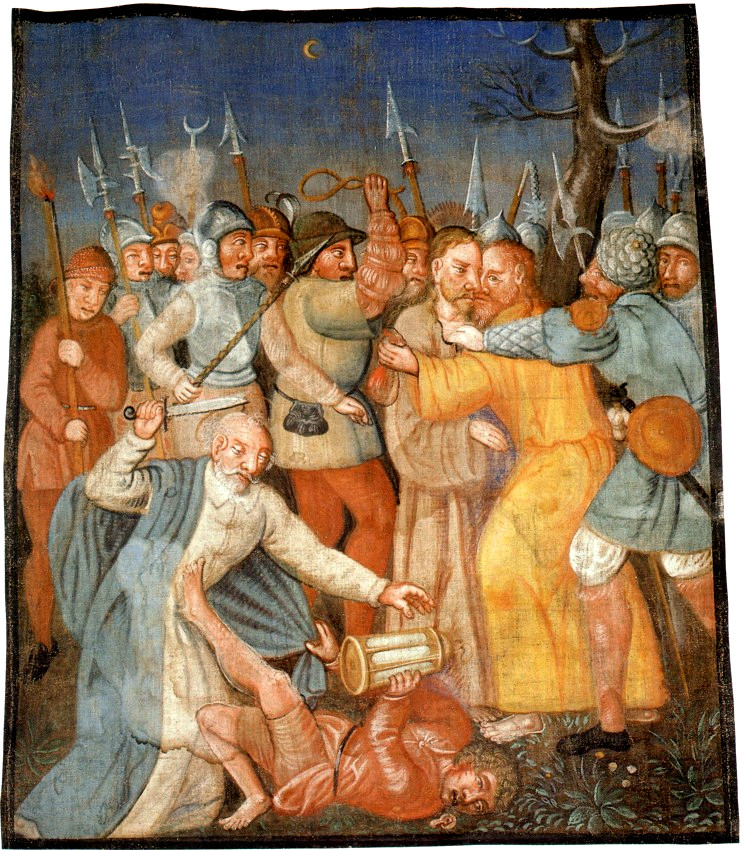
La cattura, Abbazia di Millstatt
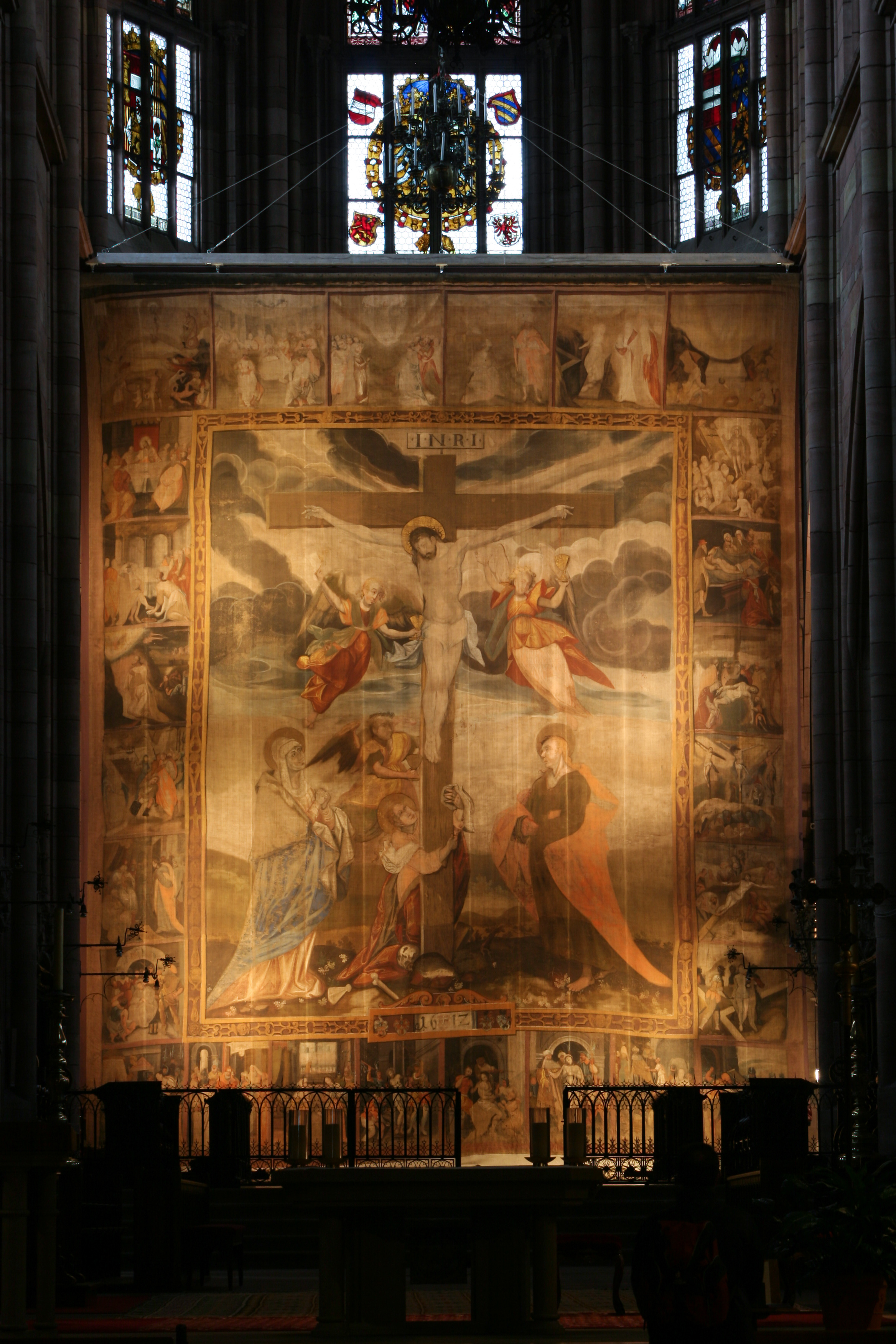
Fastentuch della Cattedrale di Friburgo
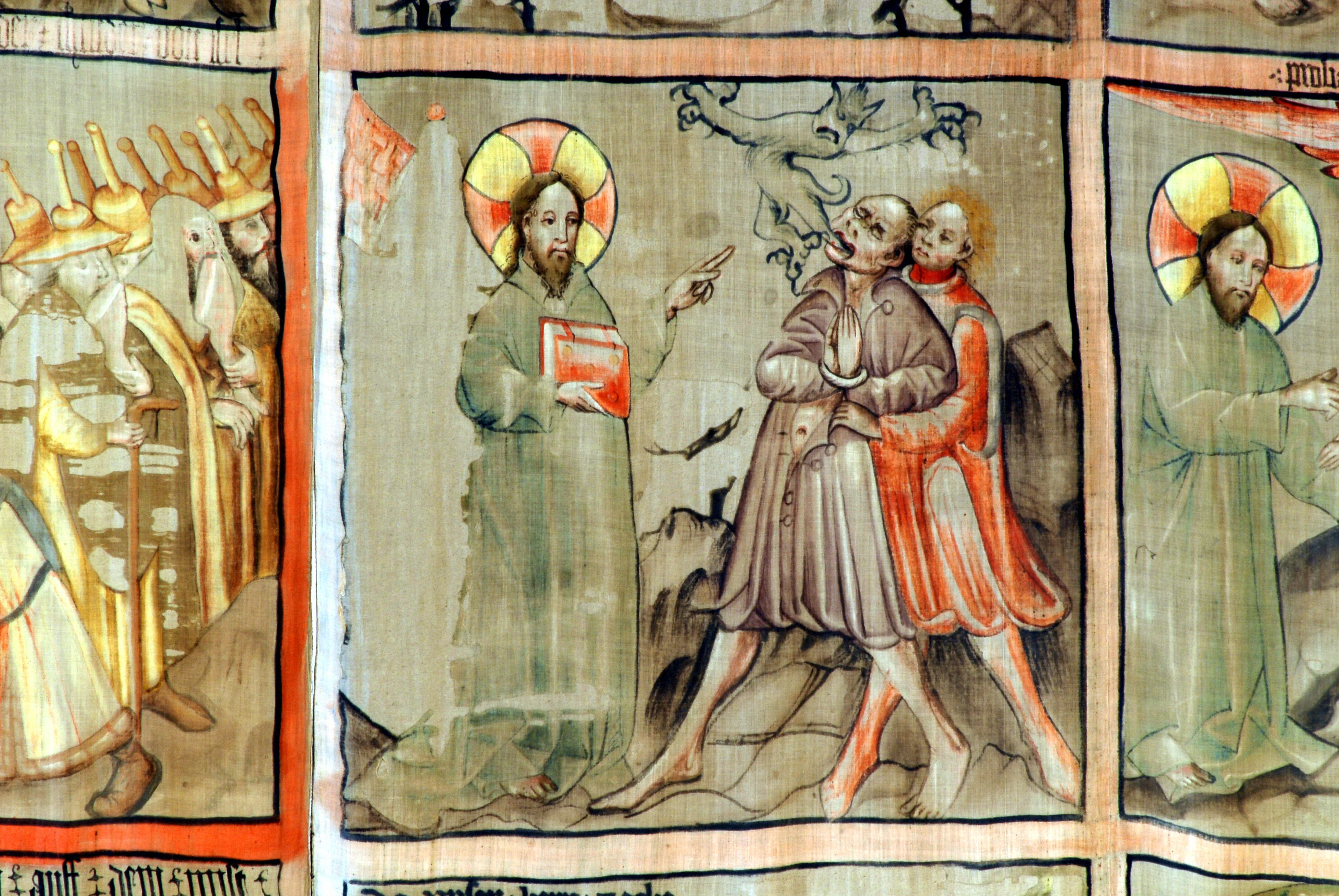
Dettaglio della tela del Duomo di Gurk
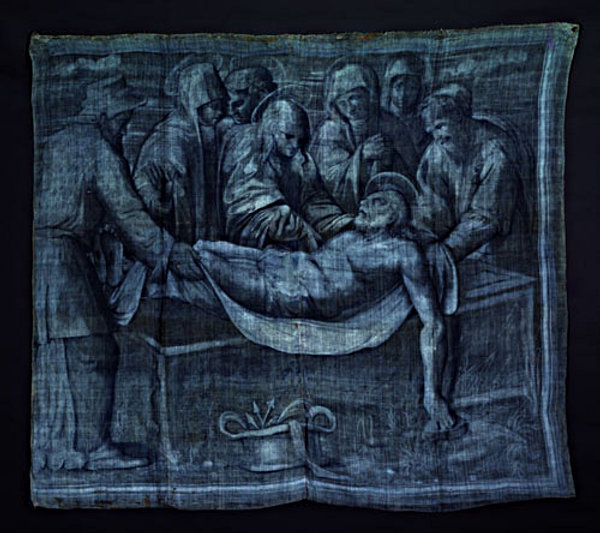
Deposizione, Museo diocesano di Genova
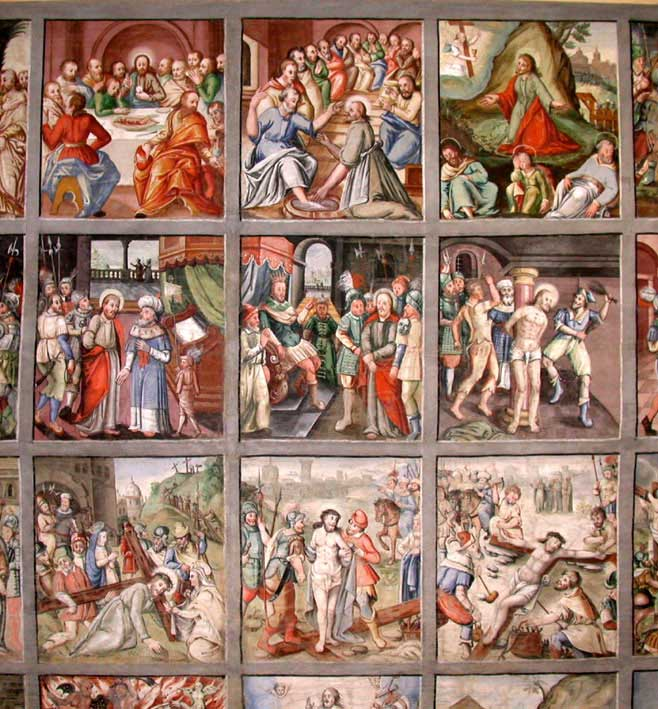
Fastentuch del Museo della Val Gardena
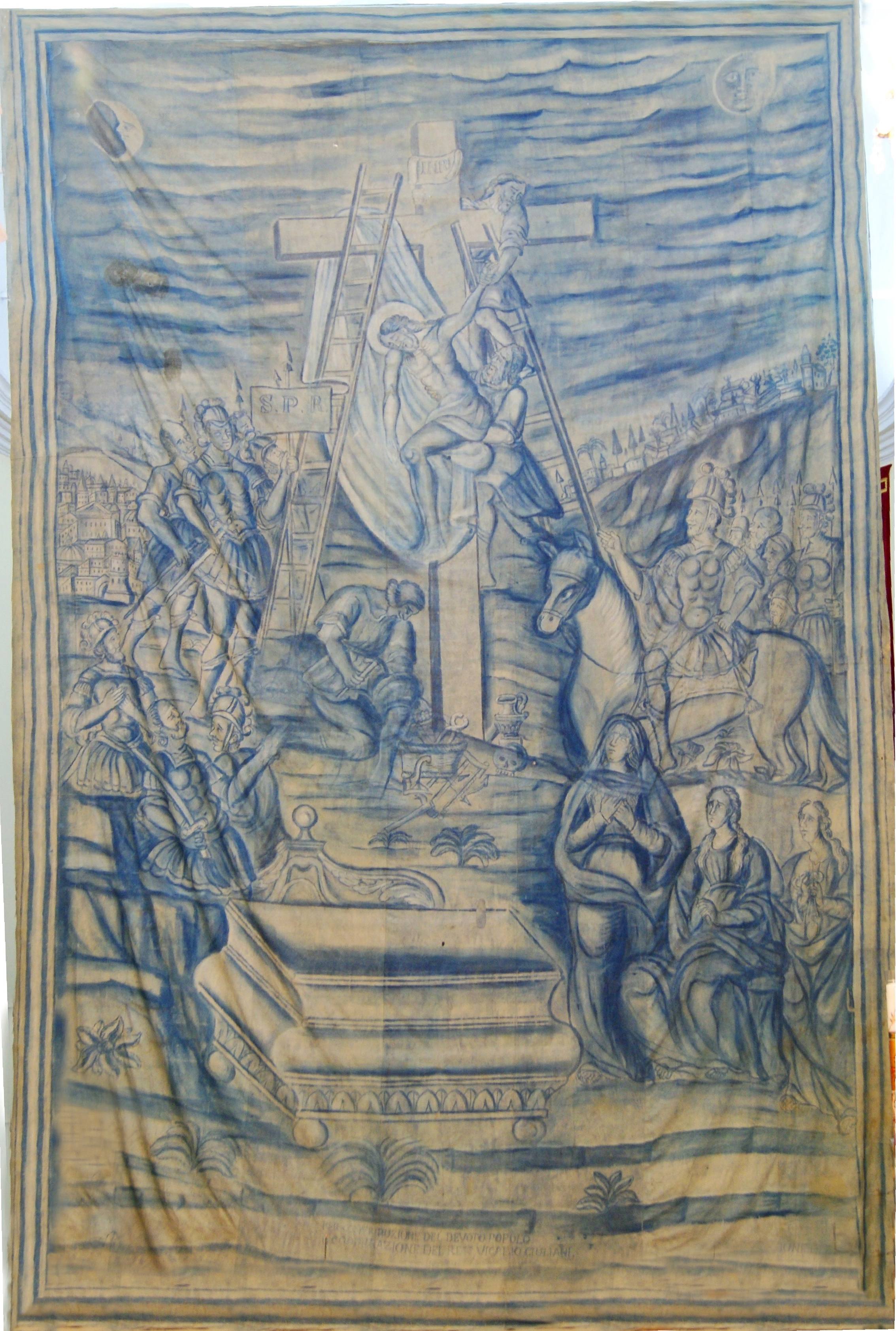
"A taledda" della Chiesa San Giuseppe di Catenanuova